# أرتور شنايدر
أرتور شنايدر (بالألمانية: Artur Schneider)‏ (1 مايو 1993 ألمانيا ألمانيا - ) هو لاعب كرة قدم ألماني يلعب كمدافع.

## روابط خارجية
- أرتور شنايدر على موقع قاعدة بيانات كرة القدم.إي يو (الإنجليزية)
- أرتور شنايدر على موقع بيانات كرة القدم. دي إي (الألمانية)
- أرتور شنايدر على موقع عالم كرة القدم.نت (الإنجليزية)